# Алексеј Николић
Алексеј Николић (Постојна, 21. фебруар 1995) словеначки је кошаркаш. Игра на позицији плејмејкера, а тренутно наступа за Цедевиту Олимпију. Његов старији брат Митја је такође кошаркаш.

## Каријера
Николић је рођен у Словенији, али је пореклом из Србије јер му је деда из Врања. У млађим категоријама је наступао за Златорог Лашко, а први професионални уговор је потписао 2011. године са сарајевским Спарсима. Четири године је наступао за Спарсе у првенству Босне и Херцеговине, а у последњој сезони је на 31 одиграној утакмици бележио просечно 11,5 поена по мечу. У јулу 2015. потписао је четворогодишњи уговор са Брозе Бамбергом. Три сезоне је провео у Бамбергу, а током прве две године је играо и на позајмици у друголигашу Баунаху. Иако није пуно играо, освојио је две титуле првака Немачке као и један Куп.
У јулу 2018. потписао је трогодишњи уговор са Партизаном. Провео је сезону 2018/19. у црно-белом дресу, а због повреде није учествовао у освајању Купа Радивоја Кораћа. У августу 2019. продужио је уговор са Партизаном на још једну годину и одмах затим је прослеђен на једногодишњу позајмицу у италијански Универсо Тревизо. Сезона у Италији је прекинута у марту 2020. због пандемије корона вируса, а наредног месеца је и отказана. Николић је у Серији А просечно бележио 10,8 поена, 4,8 асистенција и 3,7 скокова по мечу.
У новембру 2020. се вратио у Партизан. Ипак, није забележио ниједан наступ за црно-беле у сезони 2020/21, након чега је у фебруару 2021. затражио раскид уговора. Дана 24. фебруара 2021. је као слободан играч потписао уговор са француским прволигашем Гравленом до краја сезоне. Променио је затим још неколико клубова у иностранству да би се у јуну 2024. вратио у словеначку кошарку и потписао за Цедевиту Олимпију.
За сениорску репрезентацију Словеније је дебитовао на Светском првенству 2014. године у Шпанији. Био је и члан тима на Европском првенству 2017. године када је Словенија освојила златну медаљу.

## Успеси

### Клупски
- Брозе Бамберг:
  - Првенство Немачке (2): 2015/16, 2016/17.
  - Куп Немачке (1): 2017.
- Бреша:
  - Куп Италије (1): 2023.

### Репрезентативни
- Европско првенство:  2017.